# Камбоджійська кухня

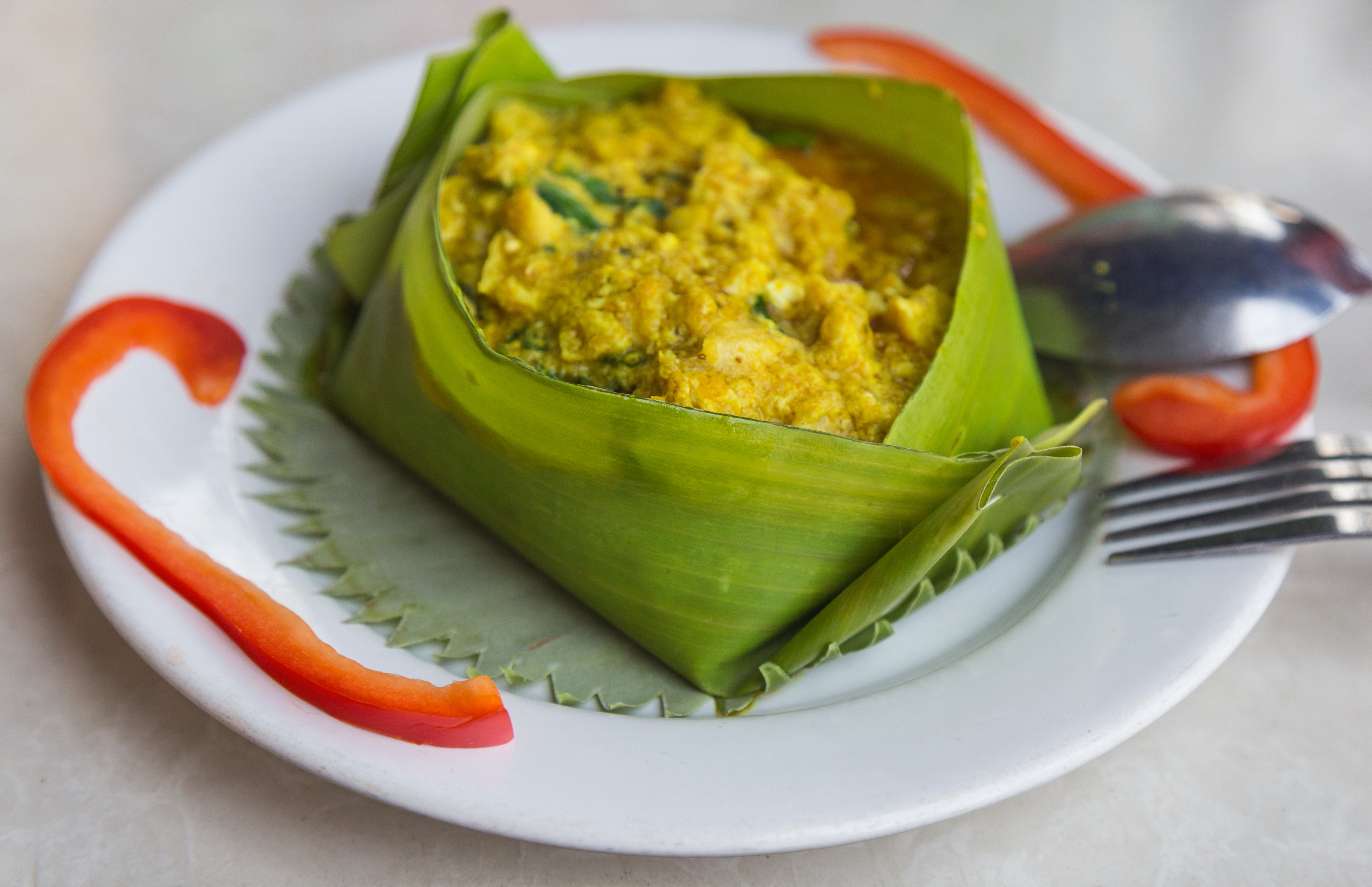
Amok trey, популярна кхмерська страва

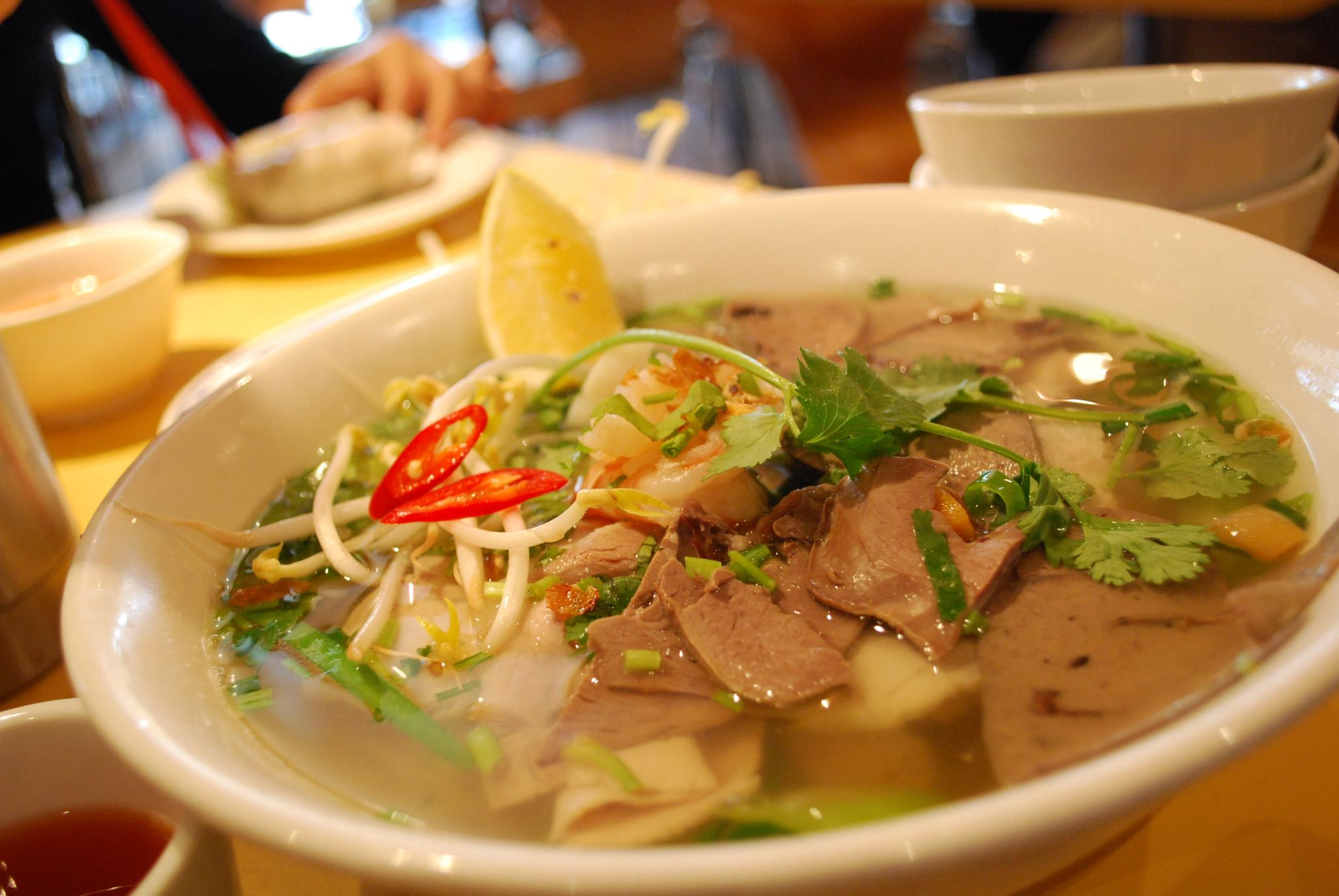
Kuyteav Phnom Penh, камбоджійсько-ханський варіант китайського Teochew — супу з рисової локшини зі свининою та морепродуктами

Камбоджійська кухня або кхмерська кухня (кхмер. សិល្បៈខាងធ្វើម្ហូបខ្មែរ) — кухня народів Камбоджі.

## Історія та вплив
Вода, рис та прісноводна риба найглибше вплинули на Кхмерську кухню. Річка Меконг, дванадцята за довжиною в світі, протікає через всю країну, ділячи її на дві частини. Столиця Пномпень знаходиться на березі річки, в місці злиття двох інших річок: Тонлесап і Басак. Річка Тонлесап з'єднує Меконг з озером Тонлесап або Великим озером, яке діє як рідке серце і природний резервуар для всієї річкової системи Меконгу, регулюючи потік величезних обсягів води і забезпечуючи безпечний прохід дивовижній кількості прісноводних риб.

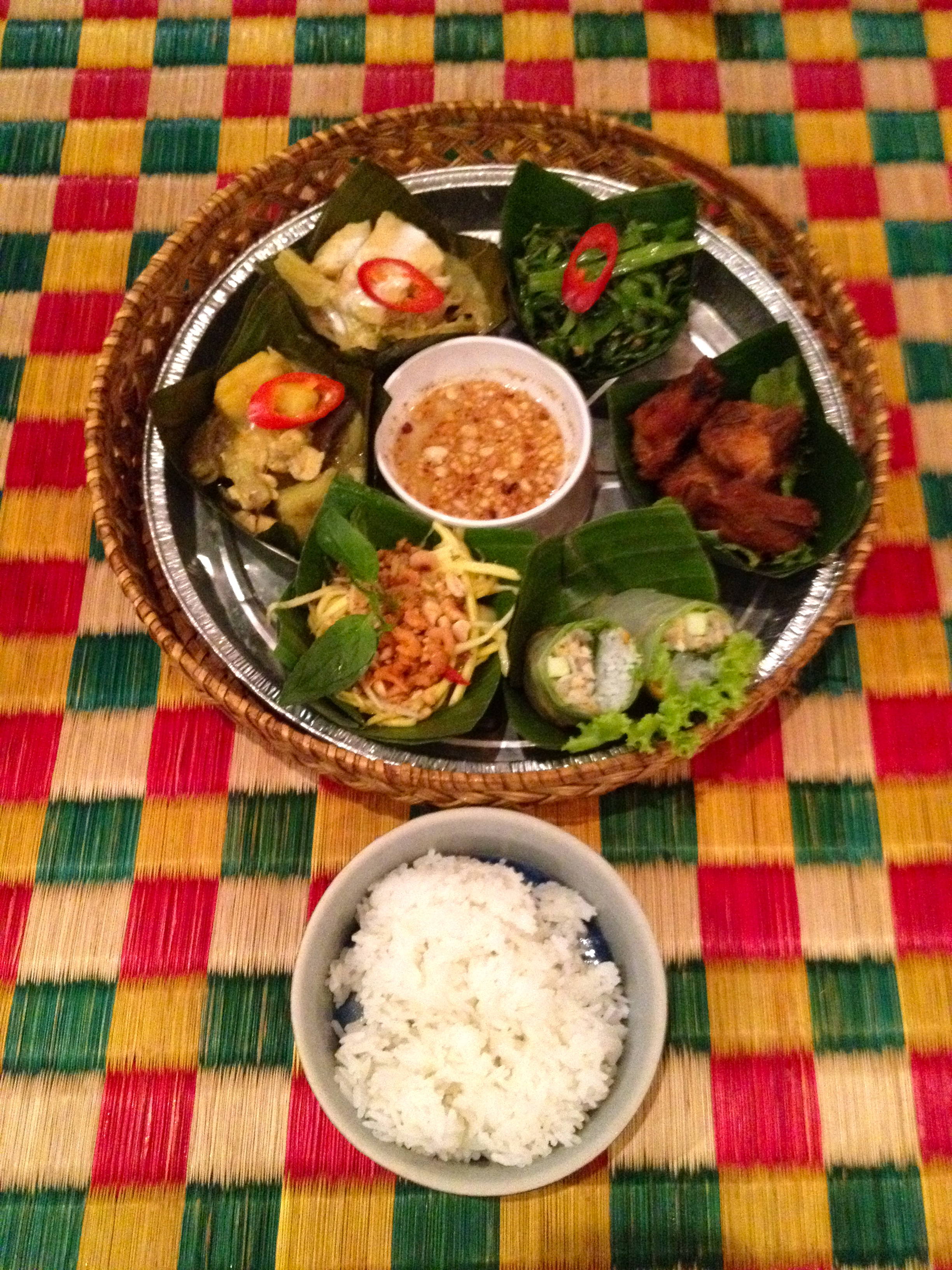

Коли на початку кхмерського Нового року починається сезон дощів, регіон наповнюється мусонними дощами, і Камбоджа перетворюється на величезний океан смарагдових рисових полів. Рис є основним продуктом харчування в Камбоджі, і він є частиною кожного прийому їжі, як в якості доповнення, так і в якості інгредієнта для багатьох страв. За даними Міжнародного науково-дослідного інституту рису, існує 2000 місцевих сортів рису Камбоджі, які століттями вироблялися камбоджійськими фермерами. Географічне розташування водно-болотних угідь (Камбоджа займає друге місце після Бангладеш за кількістю водно-болотних угідь в Азії) і заплав пояснює, чому вода і, отже, риба й рис (які ростуть у воді) є таким невід'ємним компонентом кухні. Багато страв, зокрема самлори, мають вигляд ставка і часто містять очеретяні рослини, листя й овочі, що відображають навколишній пейзаж. Соуси для занурення зазвичай досить водянисті, як і більшість камбоджійських карі.
Кхмерська кухня має багато спільного з їжею сусіднього Таїланду — хоча для ароматизації використовується менше перцю чилі, цукру і кокосових вершків — і сусіднього В'єтнаму, з яким вона поділяє і приймає багато спільних страв, а також колоніальну історію, оскільки обидва вони входили до складу французької колоніальної імперії в Південно-Східній Азії. Він заснований на впливі кухонь Китаю і Франції, впливових гравців в історії Камбоджі. Китайці почали прибувати в XIII столітті, але китайська міграція прискорилася під час французького періоду. Страва карі, демонструє культурний вплив Індії. Численні варіації рисової локшини демонструють вплив китайської кухні. Португальці та іспанці також мали значний вплив на справи Камбоджі в XVI столітті, оскільки завезли в Азію перець чилі і арахіс з Нового Світу. Однак перець чилі ніколи не отримував такого статусу або популярності, як у кухнях сусідніх Таїланду, Лаосу й Малайзії. Навіть сьогодні далеко не всі рецепти включають перець чилі.

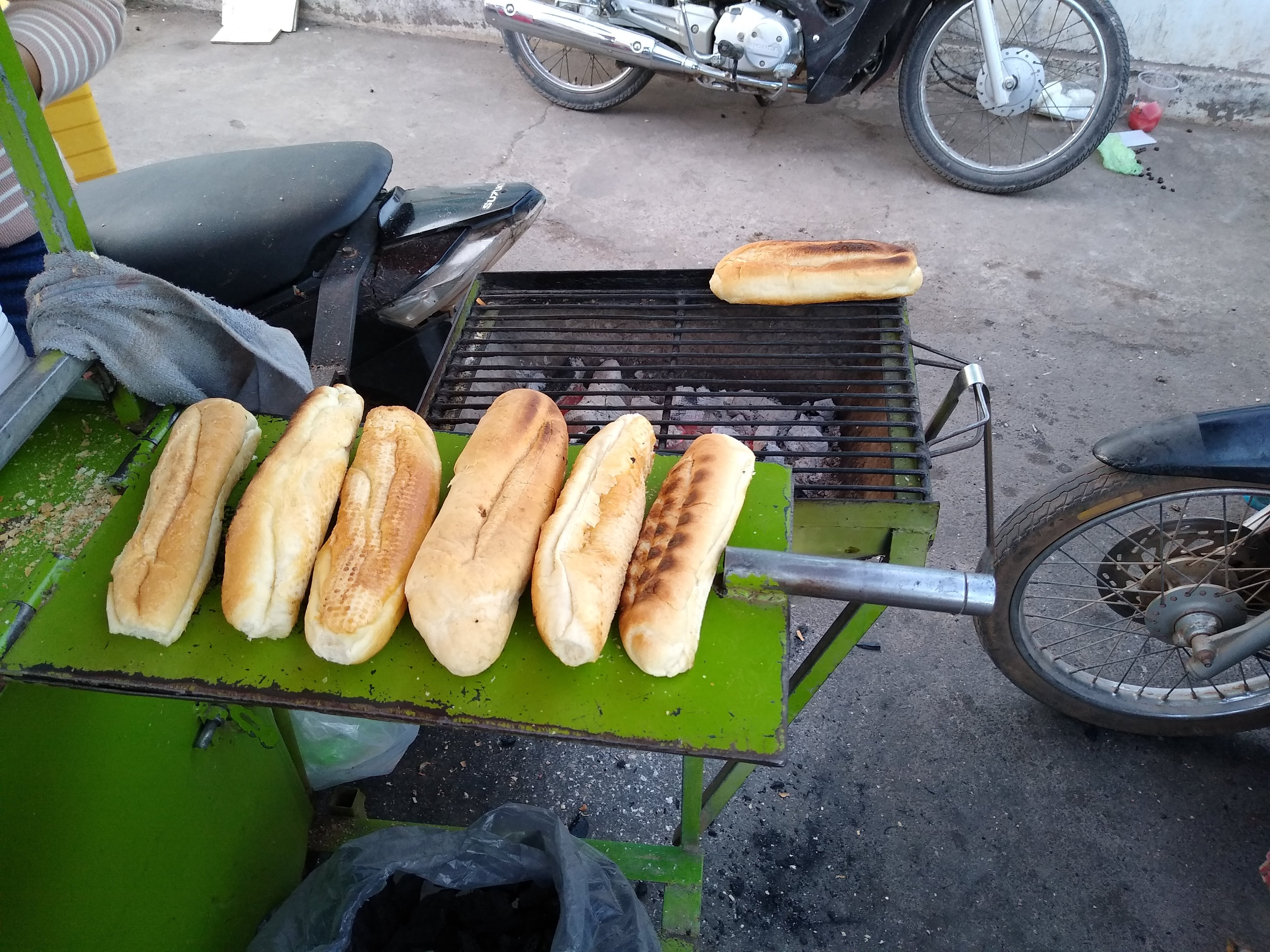
Підсмажені багети для продажу в Кампоті

Одна зі спадщин французької кухні, багет — відомий як nom pang кхмерською — сьогодні повсюдно зустрічається у всіх частинах Камбоджі. Камбоджійці часто їдять хліб з паштетом, консервованими сардинами або яйцями. Один з них з чашкою міцної кави, підсолоджений згущеним молоком, є прикладом звичайного камбоджійського сніданоку. Обмазані маслом багети можна перетворити в бутерброди (також звані nom pang) і начинити скибочками шинки або будь-якою кількістю смаженого м'яса з кампотським перцем, схожим на в'єтнамський banh mi. Французи також завезли пиво, вершкове масло, паштет, каву, шоколад, цибулю, моркву, брокколі, картоплю і багато інших видів немісцевих продуктів Південно-Східної Азії.
Традиційно камбоджійці їдять не менше трьох або чотирьох страв. Їжа зазвичай включає в себе суп або samlor, що подається разом з основними стравами. Кожна окрема страва буде солодкою, кислою, солоною або гіркою на смак. Перець чилі (свіжий, маринований або сушений) і соус чилі подаються окремо і залишаються на розсуд окремих відвідувачів і на їхній смак. Таким чином, камбоджійці гарантують, що вони отримають трохи кожного смаку, щоб задовольнити свій смак.

## Інгредієнти

### Ферментовані соуси

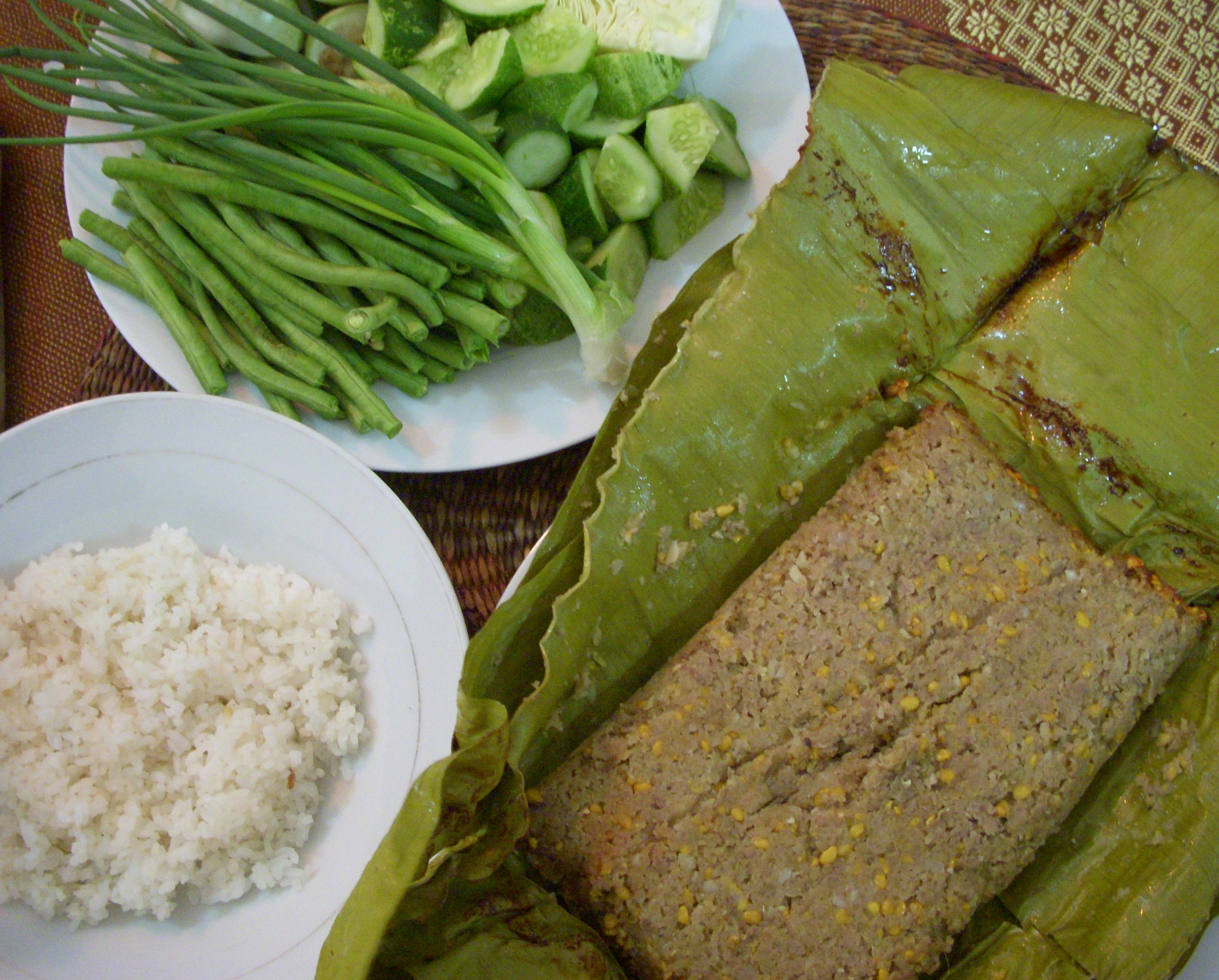
Prahok, обсмажений у бананових листах зі свіжими зеленими овочами та вареним рисом.

У кхмерській кухні проводиться відмінність між інгредієнтами на основі ферментованої пасти і маринованими інгредієнтами. Mam відноситься до риби або креветок, ферментованих за допомогою певної техніки, і зазвичай включає більш тверді шматочки маринованої тварини. Mam — це загальний термін для більшості видів ферментованих інгредієнтів, створених із водних тварин. Prahok і kapi — популярні основи для соусів з маринованих витриманих інгредієнтів. І mam, і prahok витримуються не менше одного року, щоб повністю розкрити свій смаковий потенціал, подібно рибному соусу. Ферментовані соуси часто їдять зі стравами з високим вмістом білка або сирими овочами, щоб поліпшити травлення.

### Спеції

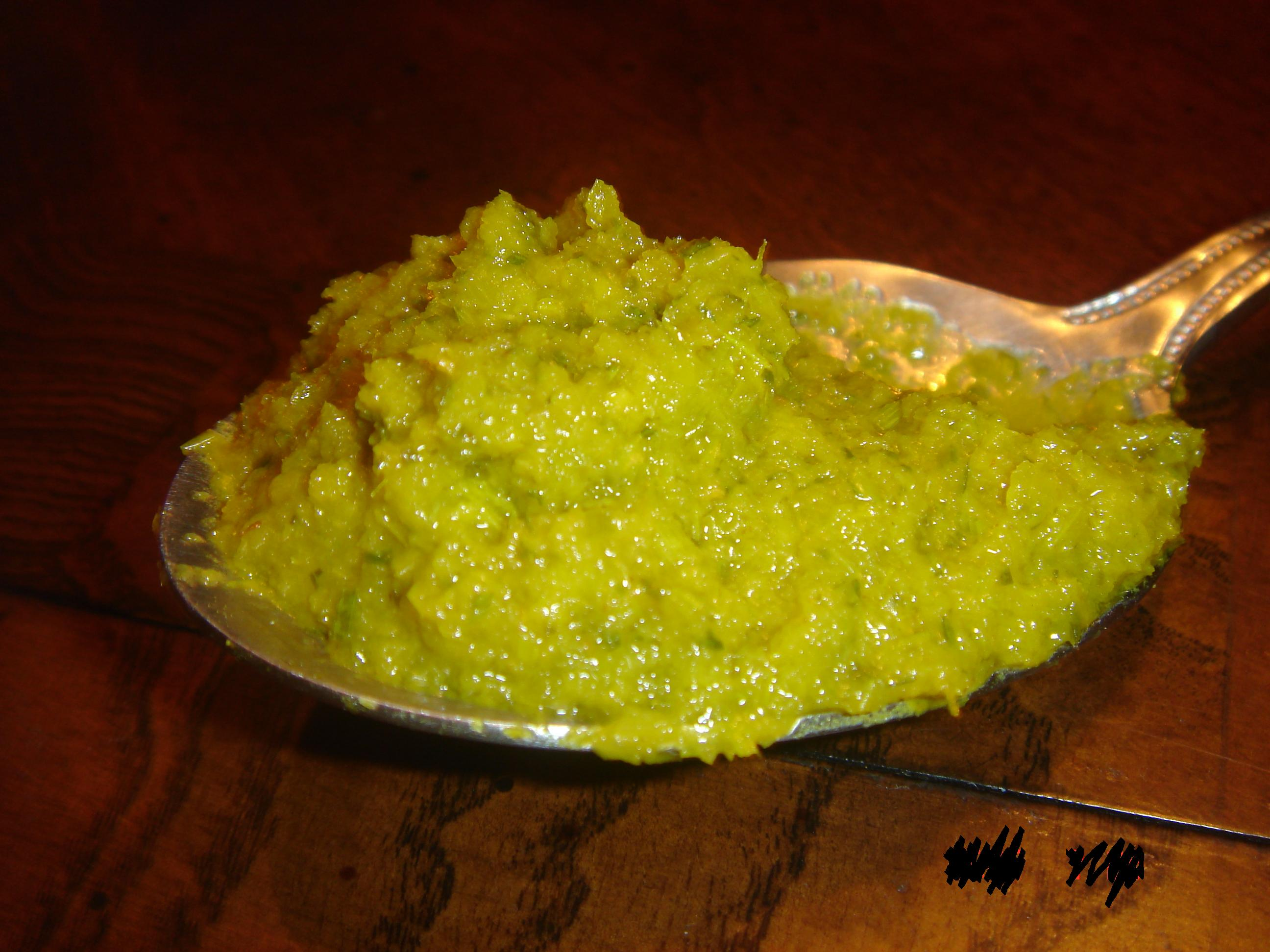
Базова паста з камбоджійських трав і спецій Kroeung.

Чорний перець є кращим вибором, коли страва вимагає тепла; він використовується в смаженні, супах, маринадах для смаженого м'яса та соусах для замочування. Перець має довгу історію в Камбоджі, його вирощують, як мінімум із 13 століття, в той час як гострий ароматний сорт з провінції Кампот (що межує з провінцією Хатьєн у В'єтнамі і Сіамською затокою на півдні, а також з покритих джунглями Слонових гір на півночі) колись був головним експортним товаром Камбоджі з кінця 1800-х до 1960-х років.
Кампотський перець колись був відомий як король перців, шанований гурманами у всьому світі, особливо паризькими кухарями, за його квіткові і евкаліптові нотки, п'янкий аромат, мускусне тепло та цілющі властивості. До 1970-х років кампотський перець використовувався в усіх французьких ресторанах для класичної страви steak au poivre. Сьогодні індустрія перцю відроджується, і відтоді, як у 2008 році вона отримала статус захищеного географічного зазначення походження (який дає йому такий самий особливий статус, як і у шампанського у Франції), люди можуть купувати кампотський перець онлайн в багатьох частинах світу.
Джунглевий кардамон, або дикий кардамон, який зростає у Кардамонови горах на південному заході країни, що межують з узбережжям Сіамської затоки на півдні і провінцією Трат у Таїланді на заході. Ці величезні гори утворюють частину останньої області незайманих незайманих тропічних лісів в Південно-Східної Азії і служать притулком для великих мангрових лісів, слонів, тигрів, сіамських крокодилів та інших рідкісних й зникаючих видів, і мало хто живе в цій області. Місцеві мешканці використовують кардамон в лікувальних цілях і в деяких самлорах, використовуючи корінь рослини, а також стручок. Куркума (кхмер. រមៀត) вирощується в провінції Баттамбанг і є частим інгредієнтом багатьох порошків карі, супів та страв з рису. Шафран також відзначається в місцевій народній медицині як засіб для лікування багатьох недугів, особливо проблем зі шкірою.
Тамаринд зазвичай використовується в якості супової основи для таких страв, як samlar machu. Зірчастий аніс є обов'язковим інгредієнтом при карамелізації м'яса в пальмовому цукрі наприклад свинини, в страві, відомій як pak lov. Куркума, калган, імбир, лимонна трава і кафрський лайм є важливими спеціями в кхмерській кулінарії, кхмерських тушкованих стравах і майже у всіх карі.
Skor Thnaot («Пальмовий цукор») — один з основних інгредієнтів кхмерського десерту, а також деяких карамелізованих страв і самлору (кхмерського супу). Його роблять із соку цукрової пальми. Він відомий своїм багатим ароматом і приємним коричневим кольором, який може стати відмінним інгредієнтом страви. У 2016 році Skor Thnaot Kompong Speu («Пальмовий цукор Kompong Speu») був визнаний географічним зазначенням в Камбоджі, а в 2019 році — в Європейському Союзі.

#### Kroeung
Kroeung (គ្រឿង), отриманий зі свіжих подрібнених спецій, є важливою ароматичною пастою, що зазвичай використовуються в камбоджійській кухні. на відміну від індійських паст з прянощів, в ньому майже завжди використовуються свіжі інгредієнти, в основному лимонна трава, калган, часник, цибуля шалот і куркума. До цієї базової суміші можна додати корінь Boesenbergia rotunda, цедру або листок лайму або регідрований червоний перець для «індивідуального kroeung», використовуваного для ваших улюблених страв.

### Овочі
Багато овочів, що використовуються в кхмерській кухні, також використовуються в китайській кухні. Овочі, такі як зимова диня, гірка диня, люффа, водяний шпинат і вигна китайська, можна знайти в супах і рагу. Східні кабачки можна тушкувати, обсмажувати або підсолоджувати, а також готувати на парі з кокосовим молоком як десерт. Овочі, такі як гриби, капуста, молода кукурудза, паростки бамбука, свіжий імбир, kai-lan («китайська капуста»), сніговий горошок і бок-чой, зазвичай використовуються в багатьох стравах для смаження. Разом ці смажені страви відомі під загальним терміном chhar (ឆា). Квітки банану нарізають і додають в деякі страви з локшини, такі як nom banh chok.

### Фрукти
Фрукти в Камбоджі настільки популярні, що мають власний королівський двір. Дуріан вважається «королем», мангостан — «королевою», саподіла — «принцом», а молочні фрукти (phlae teuk doh ko) — «принцесою». Інші популярні фрукти включають фрукти jan, ананас, зірчасте яблуко, трояндове яблуко, кокос, фрукт пальміри, джекфрут, папая, кавун, банан, манго і рамбутан. Хоча фрукти зазвичай вважаються десертами, деякі з них, такі як стиглі манго, кавуни і ананаси, зазвичай їдять з сильно солоною рибою і з простим рисом. З фруктів також виробляють напої, звані tuk krolok (кхмер. ទឹកក្រឡុក), в основному коктейлі. Популярні фрукти для коктейлів — дуріан, манго, банан.

### Риба та м'ясо

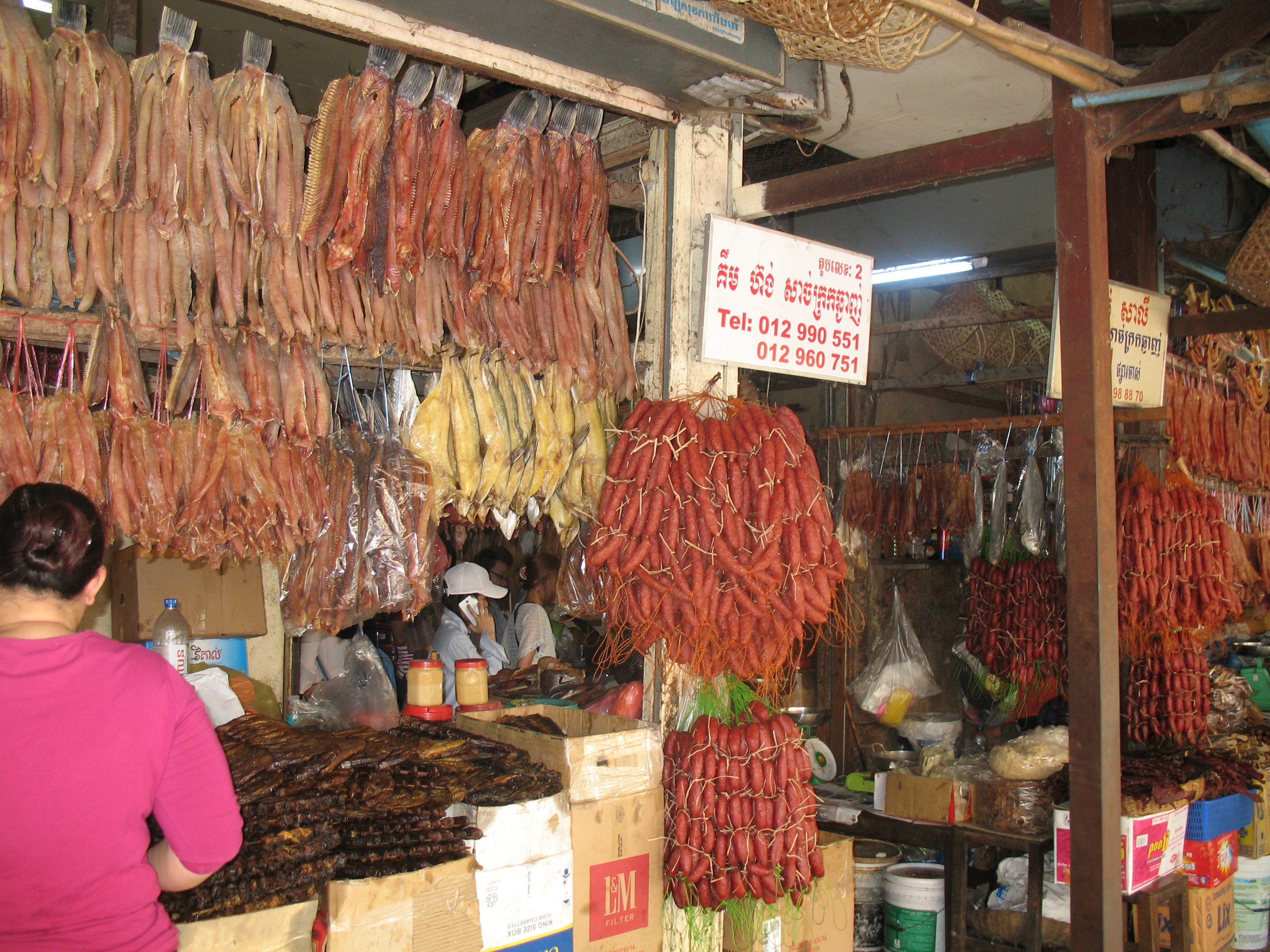
Висушена риба і свинячі ковбаски для продажу в Psah Chas, Сіємреап

Оскільки країна має велику мережу водних шляхів, прісноводна риба грає велику роль в раціоні більшості камбоджійців, входячи в багато рецептів. Свіжий улов щодня надходить з річок Меконг, Басак і великого Тонлесапу. Риба в кхмерській кухні зустрічається набагато частіше, ніж м'ясо. Сам prahok заснований на рибі. Багато з риб, що вживаються в їжу в Камбоджі, є прісноводними рибами з Тонлесапу або Меконгу. Сушена солона риба, відома як trei ngeat (кхмер. ត្រីងៀត), є фаворитом простої рисової каші. У популярній кхмерській страві під назвою Ho mok використовується різновид сома, приготованого на парі в пікантному кокосовому карі. Маленька риба, відома як Trey Dang Dau, дуже поширена і часто вживається у фритюрі.
У той час як прісноводна риба є найчастіше використовуваним м'ясом у камбоджійському раціоні, також популярні свинина і курятина. Хоча вегетаріанська їжа не так сильно поширена, як в сусідньому В'єтнамі, вона є частиною кхмерської кухні і часто вживається прибічниками буддизму.
Свинина досить популярна у виробництві солодких ковбас, відомих як Sach Krok.
Яловичину і курку тушкують, смажать на грилі або просто смажать. Морепродукти включають в себе безліч молюсків, таких як краби, молюски, сердцевидки, раки, креветки та кальмари. Гігантських прісноводних креветок, яких іноді називають річковими омарами, зазвичай не їдять через їхню високу ціну, але середній клас і багаті камбоджійці, що можуть собі дозволити, люблять їх їсти. Качка, запечена в китайському стилі char siu, популярна під час фестивалів. Більш незвичайні різновиди м'яса включають жаб, черепах та членистоногих (включаючи птахоїдів), а також комах, таких як цвіркуни; їх важко знайти в кхмерській кухні за кордоном, але вони використовуються в повсякденних стравах в Камбоджі.

### Локшина
Багато елементів камбоджійських страв з локшиною були натхненні китайською кухнею, незважаючи на те, що в них збереглися відмінні кхмерські варіації. Prahok ніколи не використовується зі стравами з локшини. Локшина з рисової вермішелі використовується в mee katang (кхмер. មីកា តាំង), який є камбоджійським варіантом chǎo fěn з соусом. На відміну від китайського варіанту chǎo fěn, локшина перемішана смаженою яловичиною і овочами й увінчана яєчнею-плетухою. Локшина по-бірманськи (кхмер. មី កុឡា, Mee Kola) — це вегетаріанська страва, що являє собою тонку рисову локшину, приготовлену на парі із соєвим соусом і часниковим зубчиком. Подається все це з маринованими овочами Jroak (кхмер. ជ្រក់), яйцями, нарізаними соломкою, і солодким часниковим рибним соусом (який насправді НЕ вегетаріанський), прикрашеним подрібненим арахісом. Mi Cha (кхмер. មីឆា) — смажена яєчна локшина.

## Вулична їжа
Камбоджійська вулична їжа (m'houp tam plouv) являє собою поєднання впливів Китаю і Південно-Східної Азії. Існує безліч різновидів, які часто не відомі людям за межами Камбоджі. Вулична їжа вважається швидше закускою, ніж повноцінним обідом. Продовольчі прилавки називаються hang або tiam, кхмерське слово, запозичене з китайської háng («магазин», «бізнес») або hang bai (bai означає «рис» або «їжа») і для того, щоб ідентифікувати конкретну їжу для продажу, продовольчі закусочні називаються, наприклад, Hang / Tiam Kuy Teav (прилавок з рисовою локшиною) або Hang / Tiam Kafe (кавовий кіоск).

## Додаткова література
- de Monteiro, Longteine; Neustadt, Katherine (1 листопада 1998), The Elephant Walk Cookbook: The Exciting World of Cambodian Cuisine from the Nationally Acclaimed Restaurant, Houghton Mifflin Harcourt, ISBN 978-0-395-89253-4. *The Elephant Walk Cookbook is the best-known English-language reference on Cambodian cuisine, and has been an important cultural record, as many of the more elaborate recipes died out in Cambodia following the communist takeover, and have been revived based on The Elephant Walk Cookbook.{{citation}}:  Обслуговування CS1: Сторінки зі значенням параметра postscript, що збігається зі стандартним значенням в обраному режимі (посилання)